# فريدريك فرانكلين شريدر
فريدريك فرانكلين شريدر (بالإنجليزية: Frederick Franklin Schrader)‏ هو لغوي وكاتب وصحفي ومترجم أمريكي، ولد في 27 أكتوبر 1857 في هامبورغ في ألمانيا، وتوفي في 1943.

## وصلات خارجية
- فريدريك فرانكلين شريدر على موقع قاعدة بيانات برودواي على الإنترنت (الإنجليزية)